# 长鼻腔吻鳕
长鼻腔吻鳕（学名：Coelorhynchus macrorhynchus），又称大吻腔吻鱈，为长尾鳕科腔吻鳕属的鱼类。分布于吕宋岛南部八打雁Verde岛、苏禄海南部塔威塔威群岛北部及北婆罗洲Sibuko湾附近等海域以及南中国海东部和吕宋岛南部西侧等，属于深海底层鱼类。其一般栖息于西太平洋热带水深329-759米。该物种的模式产地在吕宋岛与民都洛岛间。生活習性不明。